# Radar d'acquisition et de surveillance terrestre

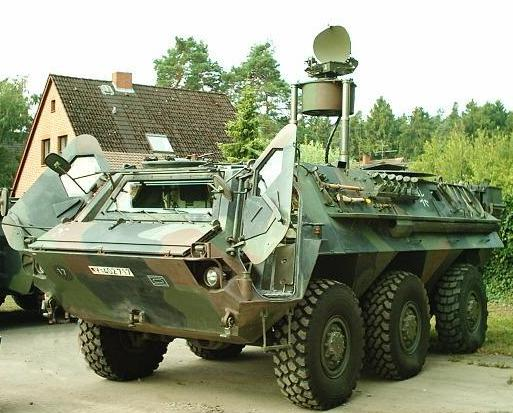
véhicule de reconnaissance TPz Fuchs équipé d'un radar de reconnaissance/surveillance terrestre Rasit.

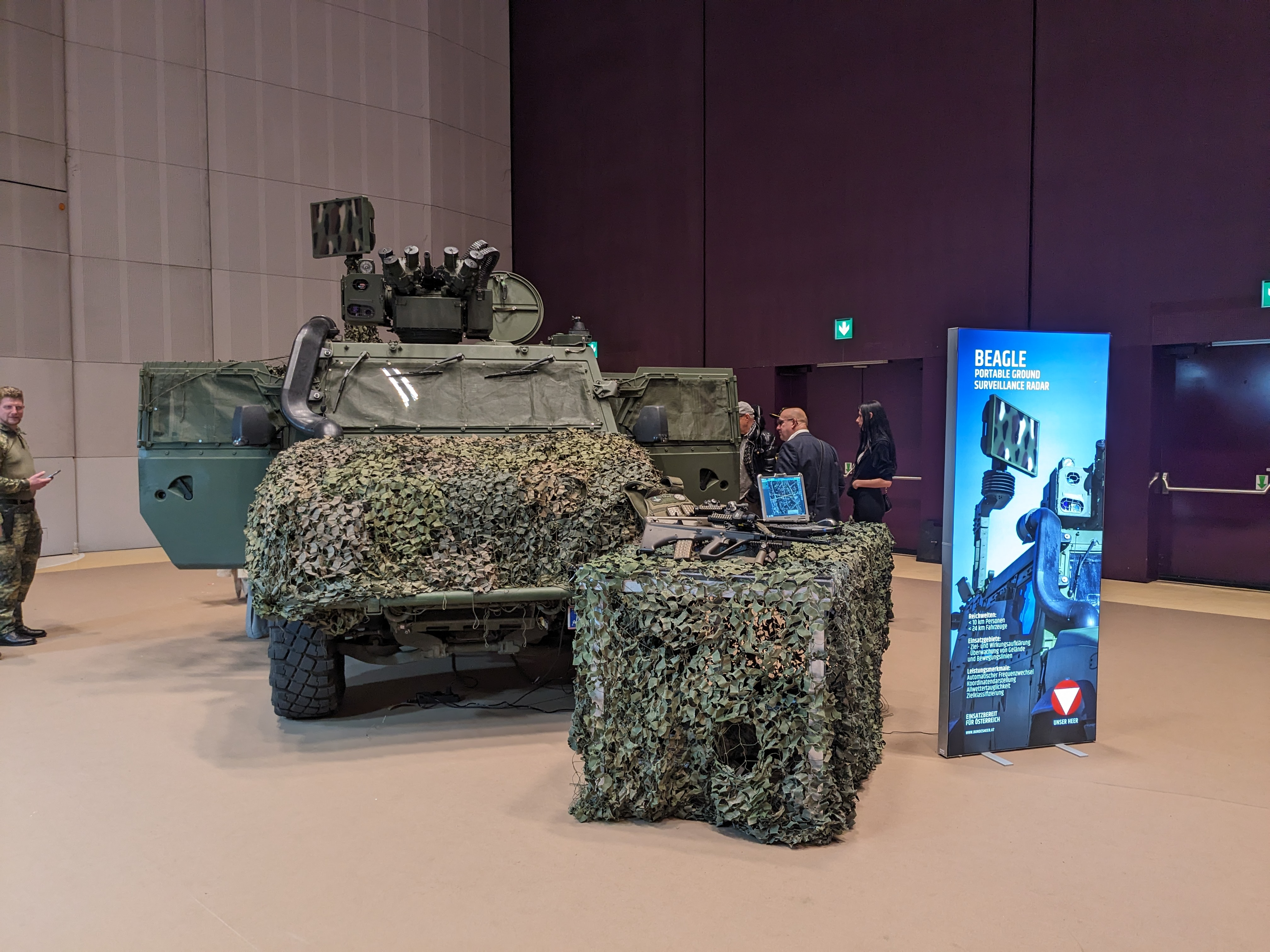
Radar Beagle sur Iveco

Un Radar d'acquisition et de surveillance terrestre permet la reconnaissance d'un champ de bataille ou de surveiller une zone militaire.

## Description
Ces radars sont spécialement conçus pour détecter, suivre et cartographier les mouvements de personnes ou de véhicules pour un suivi des menaces continues avec une précision de distance à la cible d’1%. Dans certains cas, un radar peut détecter une personne par un jour avec brume jusqu’à 60 secondes plus tôt qu’une caméra thermique.

## Utilisation
En version civile, il permet la surveillance de zone d'avalanches, on le trouve alors sous le nom de « radar de suivi de personnes », cette surveillance permet de mieux gérer le déclenchement préventif d'avalanches.

## Dans le monde

### Fabricants
- Canada GSR-360-[3]
- France RASIT, RATAC (dérivé du précédent pour les besoins de l'artillerie), Squire, MURIN [GO 12] (2019 - Armée française) (Thales)[4],
- Allemagne GO 12 « BAT »
- Espagne Indra Sistemas Arine[5]
- Royaume-Uni MSTAR[6]
- Israël PPE PGSR3i Beagle[7]
- États-Unis SpotterRF : GK100, GK150, GX1000[8]

### Opérateurs
- France MURIN [Moyen de surveillance utilisant un radar d’observation des intervalles], depuis 2019[9]
- Espagne Indra Arine[5]

## Anciens radars et opérateurs
- France Rasura, RASIT, RATAC
- Royaume-Uni Radar, GS, No 22.
- Espagne Rasura, RASIT, AN/PPS-15

## Galerie d'images

Appareil portable de type Rasura
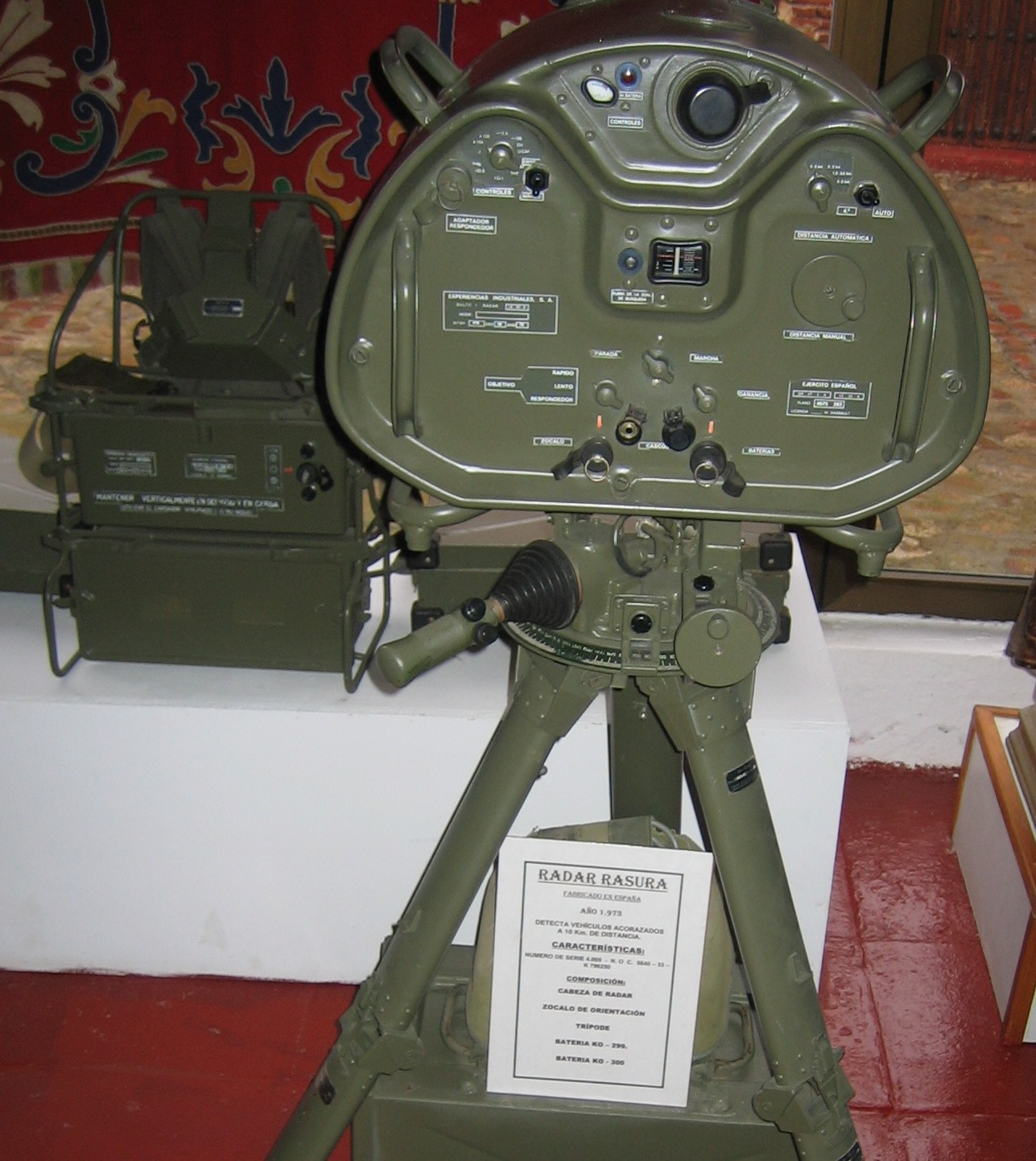
Modèle espagnol.
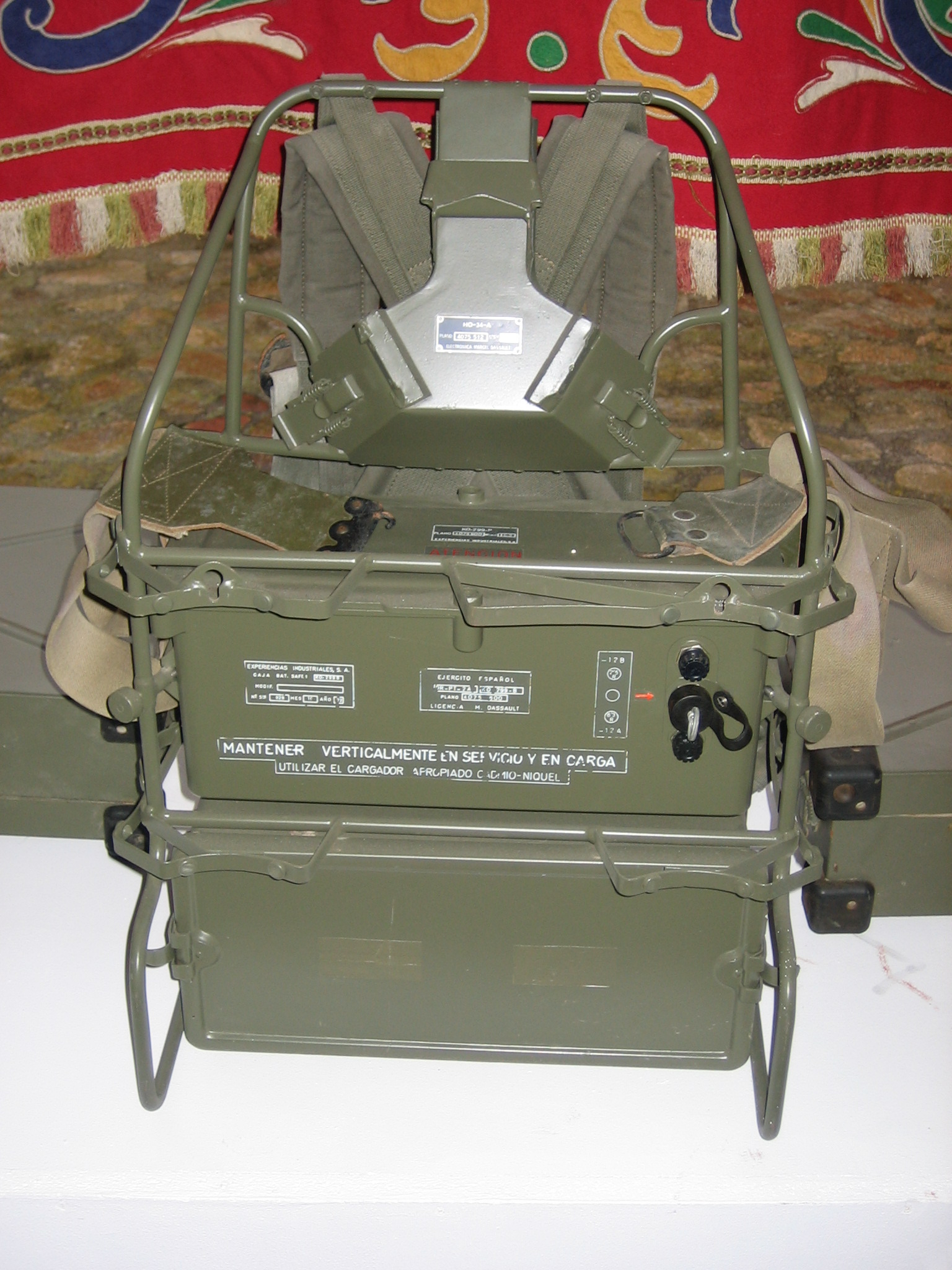
Support pour batteries et accessoires.
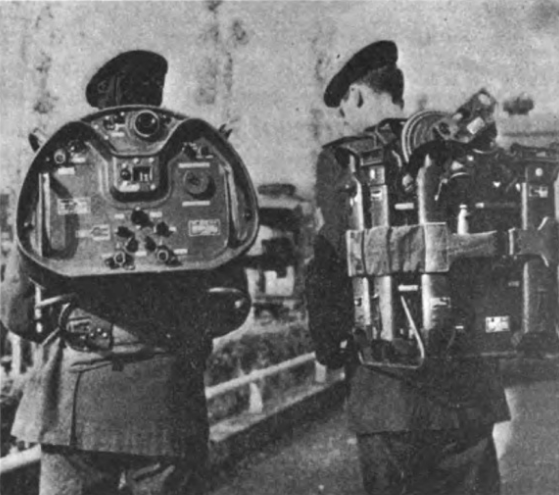
Modèle français.

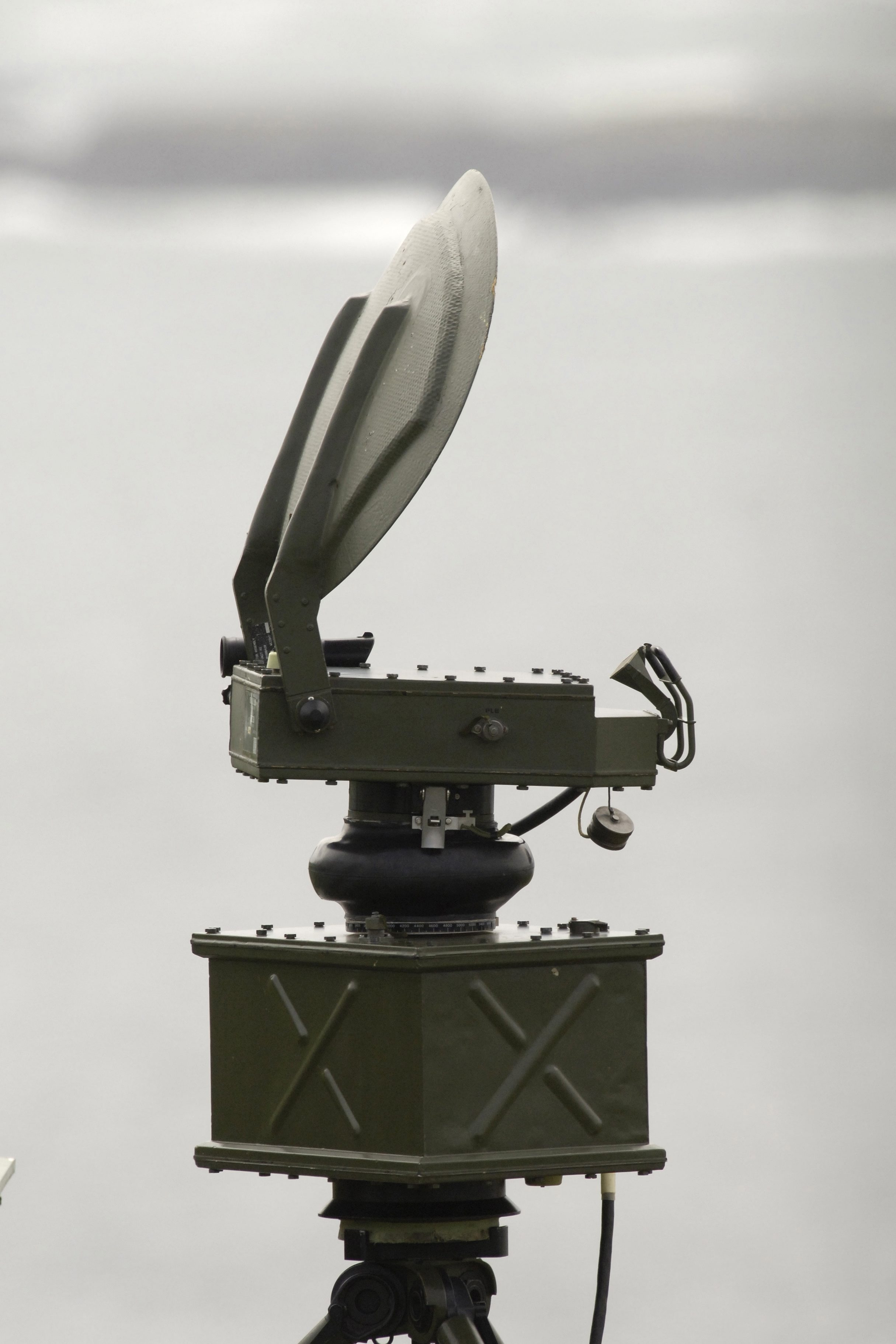
MSTAR
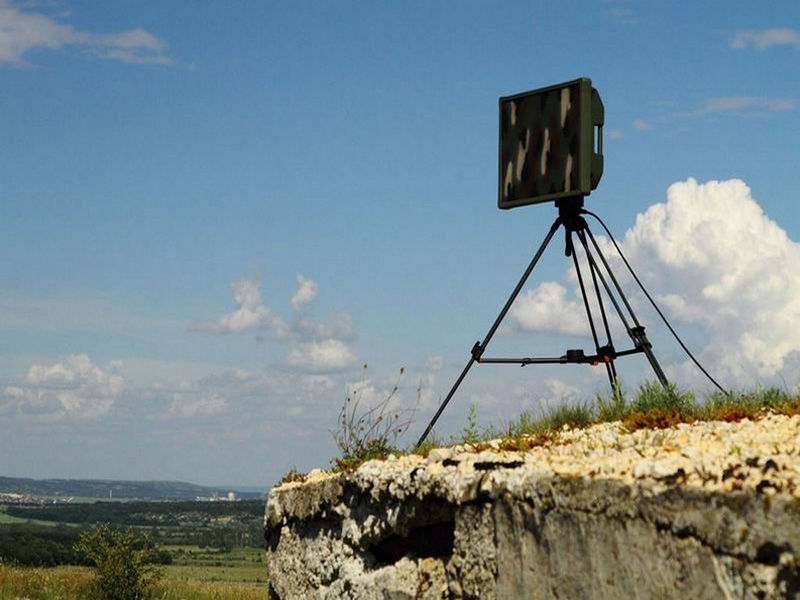
PPE PGSR3i Beagle
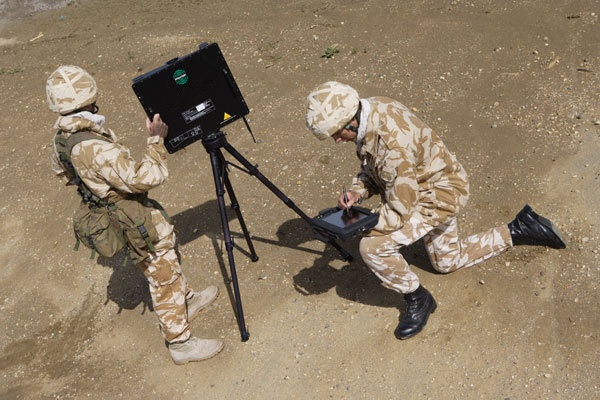
Blighter B202 Mk 2
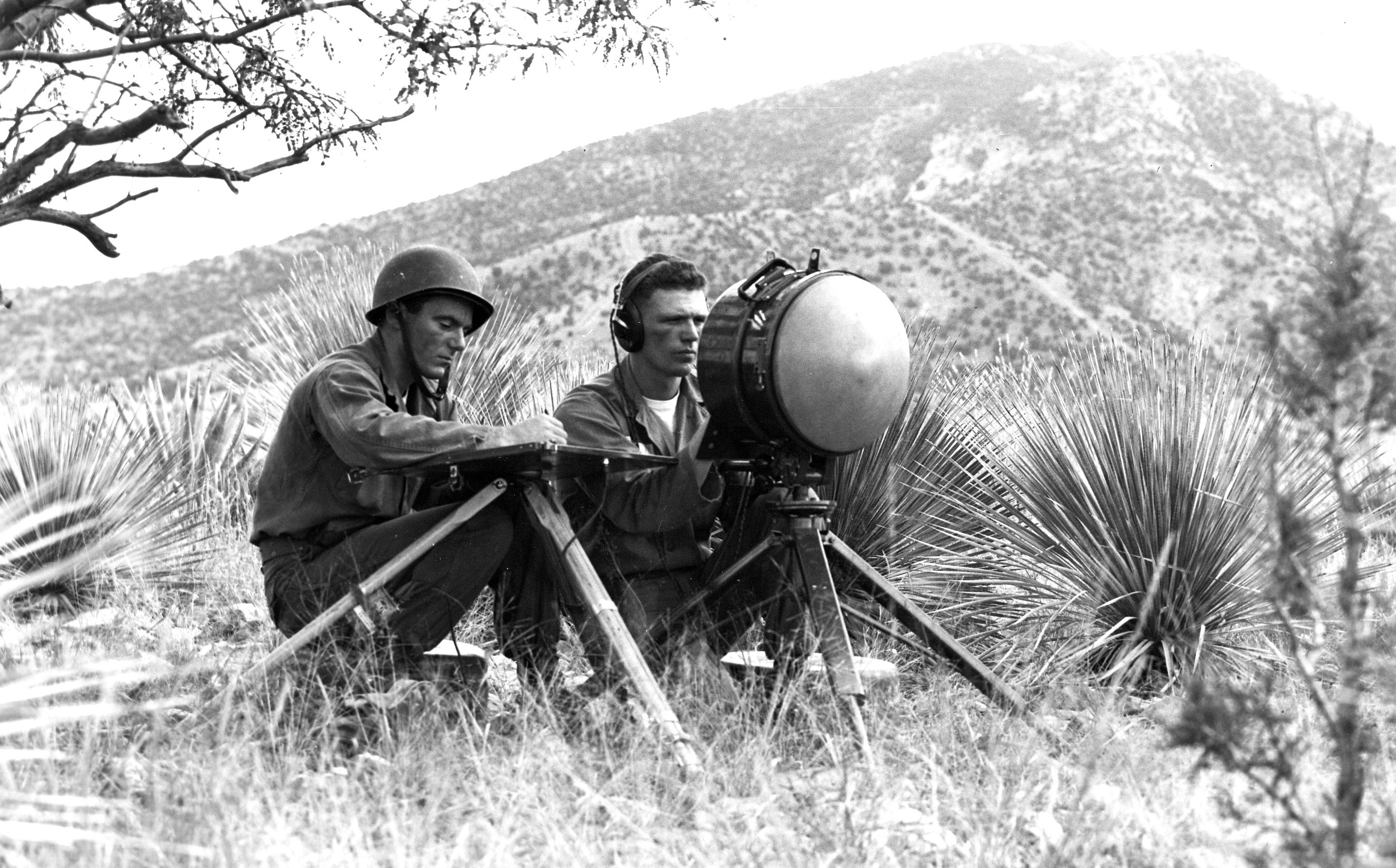
AN/PPS-4, utilisé durant la guerre du vietnam